# Für Immer ab Jetzt
Für Immer ab Jetzt é o terceiro álbum de estúdio do cantor e compositor alemão Johannes Oerding, lançado pela Columbia Records, em 11 de janeiro de 2013.

## Lista de faixas
| N.º            | Título                  | Compositor(es) | Duração |  |
| 1.             | "Wo Wir Sind Ist Oben"  |                | 3:08    |  |
| 2.             | "Einfach Nur Weg"       |                | 3:36    |  |
| 3.             | "Magneten"              |                | 4:15    |  |
| 4.             | "Jemanden Wie Dich"     |                | 3:54    |  |
| 5.             | "Sommer"                |                | 3:36    |  |
| 6.             | "Und Wenn Die Welt"     |                | 3:42    |  |
| 7.             | "Nichts Geht Mehr"      |                | 2:57    |  |
| 8.             | "Für Immer AB Jetzt"    |                | 3:51    |  |
| 9.             | "Nicht Genug"           |                | 3:02    |  |
| 10.            | "Traurig Aber Wahr"     |                | 3:12    |  |
| 11.            | "Die Dunklen Jahre"     |                | 3:23    |  |
| 12.            | "Mein Schönster Fehler" |                | 2:54    |  |
| 13.            | "Schlaflos"             |                | 4:08    |  |
| Duração total: | Duração total:          | Duração total: | 45:38   |  |

## Paradas musicais
| Parada (2013)                | Melhor posição |
| ---------------------------- | -------------- |
| Parada de álbuns da Alemanha | 4              |
| Parada de álbuns da Áustria  | 11             |
| Parada de álbuns da Suíça    | 93             |